# Chouette de l'Oural
Strix uralensis
Espèce
Statut de conservation UICN

 LC  : Préoccupation mineure
Statut CITES
La Chouette de l'Oural (Strix uralensis) est une espèce de rapaces de la famille des Strigidae. Cet oiseau de proie nocturne peut être confondu avec la Chouette hulotte. Elle se rencontre à l'est de l'Europe, en Scandinavie et dans les Balkans, ainsi qu'en Sibérie. Elle apprécie les forêts profondes. L'espèce n'est pas menacée.

## Étymologie
Le nom vernaculaire de l'espèce renvoie à une partie de sa zone de répartition, l'Oural. 
C'est aussi le cas de son nom scientifique, Strix uralensis, uralensis étant une latinisation moderne pour « de l'Oural ». Le terme strix, quant à lui, désigne en latin une strige, c'est-à-dire un vampire qui suce le sang, mais également une sorcière qui effraie les enfants, ce qui renvoie aux superstitions liées aux rapaces nocturnes.
En allemand, elle est appelée Habichtskauz, c'est-à-dire littéralement « chouette-autour », sans doute pour insister sur sa grande taille.

## Description

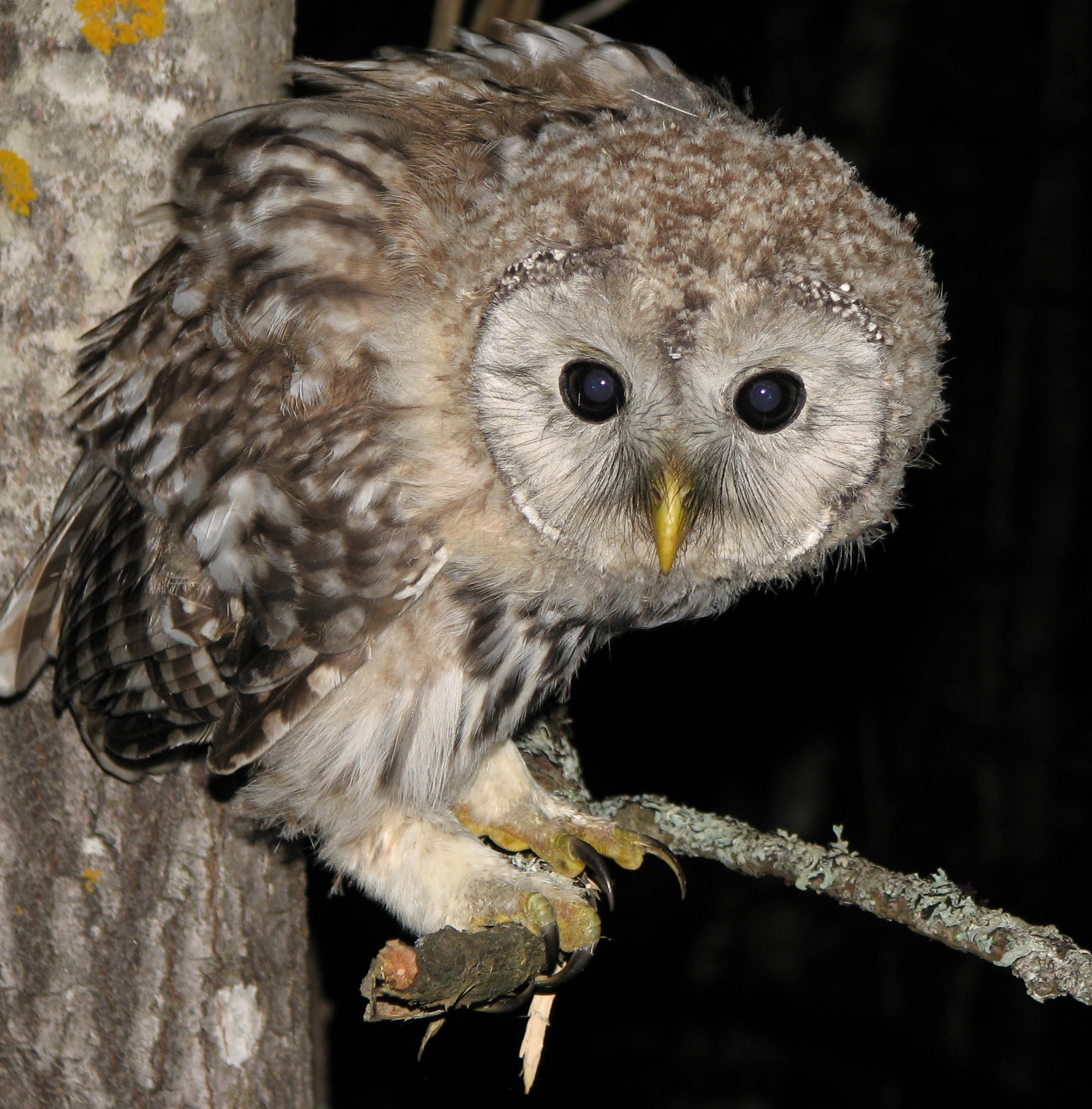
Juvénile.

De la taille d'une buse, elle mesure environ 60 cm de long, pour une envergure de 105 à 116 cm. Son poids varie entre 500 et 1 300 g.
Il n'y a pas de dimorphisme sexuel apparent mais le mâle est un peu plus petit et un peu plus léger que la femelle. Cette espèce rappelle la Chouette hulotte à la livrée très variable, mais sa queue est plus longue, les disques faciaux plus clairs avec des yeux plus petits.
L'adulte effectue une mue complète d'avril à août tandis que celle du jeune est partielle et se déroule de juin à septembre.

## Écologie et comportement

### Régime alimentaire
Son régime alimentaire est essentiellement constitué de rongeurs (mulots, souris et campagnols) et musaraignes du genre Sorex, et l'espèce abonde là où ces proies sont nombreuses. Elle attrape également oiseaux (merles, pigeons, des geais et même des Tétras lyre) et amphibiens.
Dans le centre de la Suède, le Campagnol terrestre (60 % de la biomasse consommée) et le Campagnol agreste sont les deux proies principales de la Chouette de l'Oural. Sur 2 309 proies examinées, surtout au printemps, il y avait 765 campagnols terrestres, 711 campagnols agrestes, 273 campagnols roussâtres, 155 musaraignes du genre Sorex, 195 oiseaux et 78 amphibiens.

### Comportement
Agressive et peu craintive, elle peut attaquer des rapaces plus puissants qu'elle, et même l'homme pour défendre sa couvée. En cas de manque de nourriture, notamment en hiver, elle n'hésite pas à s'approcher des habitations.

### Reproduction

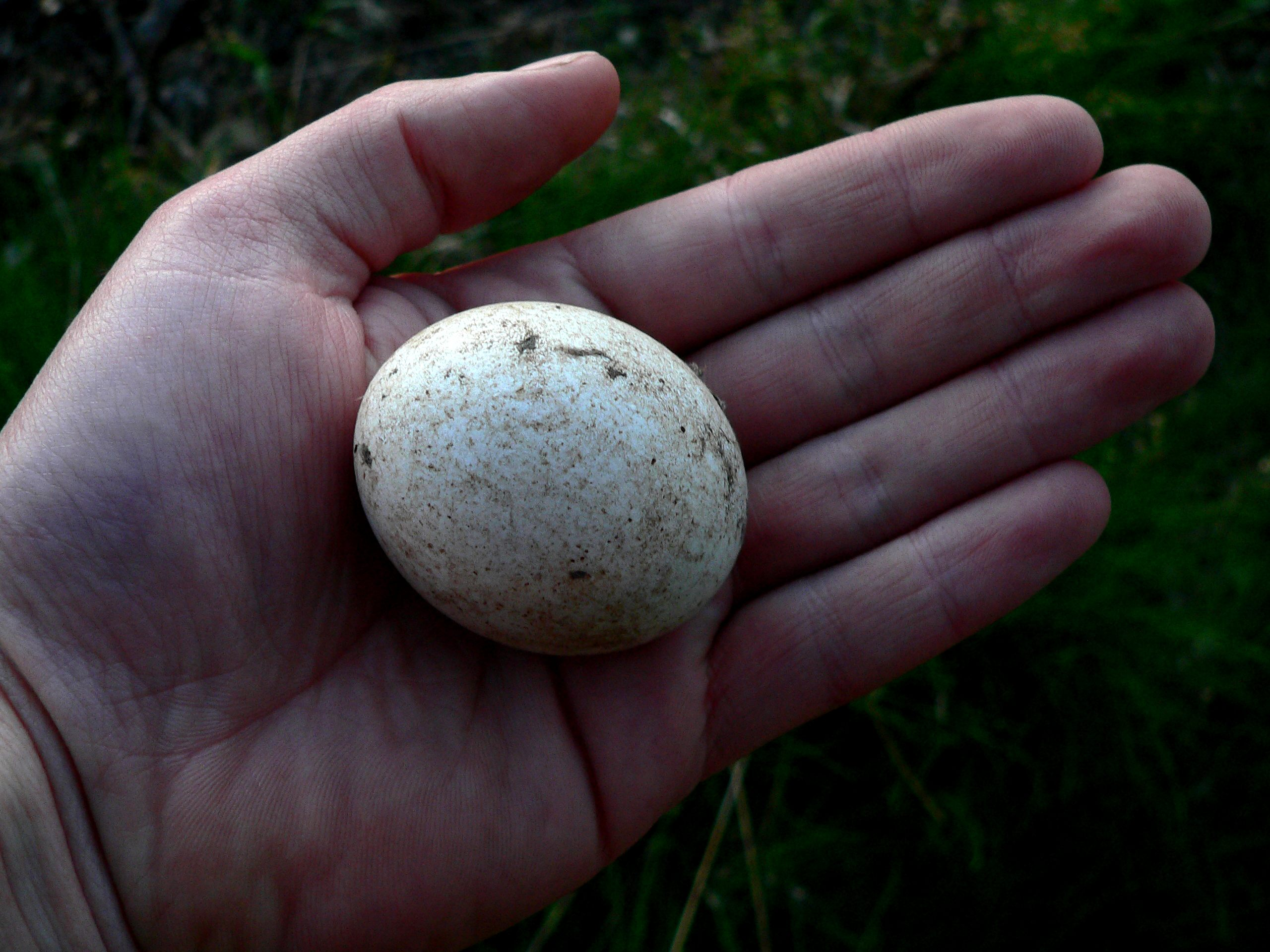
Œuf de Chouette de l'Oural trouvé après la saison nuptiale, et donc infertile.

La Chouette de l'Oural installe son nid dans des cavités d'arbre spacieuses ou dans des nids abandonnés de rapaces à des hauteurs comprises entre 4 et 20 m. De manière plus occasionnelle, elle peut l'édifier sur de grosses branches, dans des crevasses de rochers ou à terre entre des racines.
Elle pond une seule fois par an par couvée de 3 à 4 œufs parfaitement blancs, dont la taille a pour valeurs extrêmes : 47,1-54,7 mm × 39,0-44,0 mm. La femelle couve ses œufs seule, durant 27 à 29 jours, pendant que le mâle chasse pour la nourrir. Lorsque les jeunes sortent de l'œuf couverts d'un duvet blanc crème, le mâle continue de chasser, mais c'est la femelle qui se charge de distribuer la nourriture aux oisillons. Les jeunes quittent le nid vers un mois mais ne volent bien qu'à partir de cinq semaines, y revenant ponctuellement pour dormir. Ils commencent à muer à 45 jours.
Les années avec de faibles densités de proies, la Chouette de l'Oural ne se reproduit pas.

### Longévité
Sa longévité est de 15 ans dans la nature et jusqu'à 25 ans en captivité.

### Voix
Elle chuinte et hulule. Son appel ressemble à celui de la Chouette hulotte, mais d'un ton plus haut et plus résonnant (Écouter). Elle produit également des haouhaouhaou et des cris en khwê.

## Répartition et habitat

### Distribution géographique

Carte de distribution de la Chouette de l'Oural.

La Chouette de l'Oural vit en Eurasie, dans la Scandinavie, en Europe du Nord et centrale.
La découverte d'os datant du Moyen Âge laisse supposer que cette espèce vivait aussi en Belgique (lieu de la découverte) et en France, et avait donc une répartition plus occidentale que celle d'aujourd'hui.

### Habitat
Elle aime les forêts denses de plaine ou de montagne, surtout dans les endroits riches en rongeurs, sa source première de nourriture.

## Systématique

### Sous-espèces
D'après la classification de référence du Congrès ornithologique international (version 14.1, 2024), la Chouette de l'Oural possède 11 sous-espèces (ordre phylogénique) :
- Strix uralensis macroura Wolf, 1810 : centre et sud-est de l'Europe ;
- Strix uralensis liturata Lindroth, 1788 : du nord de la Pologne et de la Scandinavie au nord-ouest de la Russie ;
- Strix uralensis uralensis Pallas, 1771 : de l'est de la Russie européenne à l'ouest de la Sibérie ;
- Strix uralensis yenisseensis Buturlin, 1915 : du centre et du nord-est de la Sibérie au nord-ouest du plateau mongol ;
- Strix uralensis daurica Stegmann, 1929 : du sud de la Sibérie et du nord-est de la Mongolie à la Mandchourie ;
- Strix uralensis nikolskii (Buturlin, 1907) : de l'est de la Mandchourie extérieure au nord-est de la Chine en passant par l'île de Sakhaline`et la péninsule coréenne ;
- Strix uralensis japonica (Clark, AH, 1907) : sud des îles Kouriles et Hokkaido ;
- Strix uralensis hondoensis (Clark, AH, 1907) : nord de Honshu ;
- Strix uralensis momiyamae Taka-Tsukasa, 1931 : centre de Honshu ;
- Strix uralensis fuscescens Temminck & Schlegel, 1850 : ouest et sud de Honshu ;
- Strix uralensis davidi (Sharpe, 1875) : centre de la Chine.

## Menaces et conservation
La déforestation dans l'est de l'Europe peut être un danger pour la Chouette de l'Oural. Elle est classée par l'UICN en LC (Préoccupation mineure).

## Annexe

### Multimédia
- Chants et cris de la Chouette de l'Oural, sur xeno-canto.org